# Guerre entre Séleucos Ier et Chandragupta Maurya
Sauf précision contraire, les dates de cet article sont sous-entendues « avant l'ère commune » (AEC), c'est-à-dire « avant Jésus-Christ ».
La guerre entre Séleucos Ier et Chandragupta Maurya se déroule entre 305 et 303 pour la possession des provinces indiennes de l'empire d'Alexandre le Grand. Un traité de paix cède aux Mauryas de vastes territoires aux confins des deux empires.

## Contexte
En 309 av. J.-C., Séleucos, satrape de Babylonie, parvient à définitivement repousser Antigone le Borgne à l'issue de la guerre babylonienne. Il profite de cette victoire pour étendre sa domination sur les satrapies de Haute Asie (Drangiane, Sogdiane, Bactriane, Arie). Il atteint la frontière du monde indien en 308.
Chandragupta Maurya, souverain du Magadha depuis 321, fait la conquête des régions bordant le Gange aux dépens de la dynastie Nanda après onze années de guerre, aboutissant à la création de l'empire Maurya. Il se tourne alors vers les régions de l'Indus et évince, dans les années 310-305, Taxilès en poste depuis les accords de Babylone. Taxila devient la capitale de la province septentrionale de l'empire Maurya.

## Déroulement

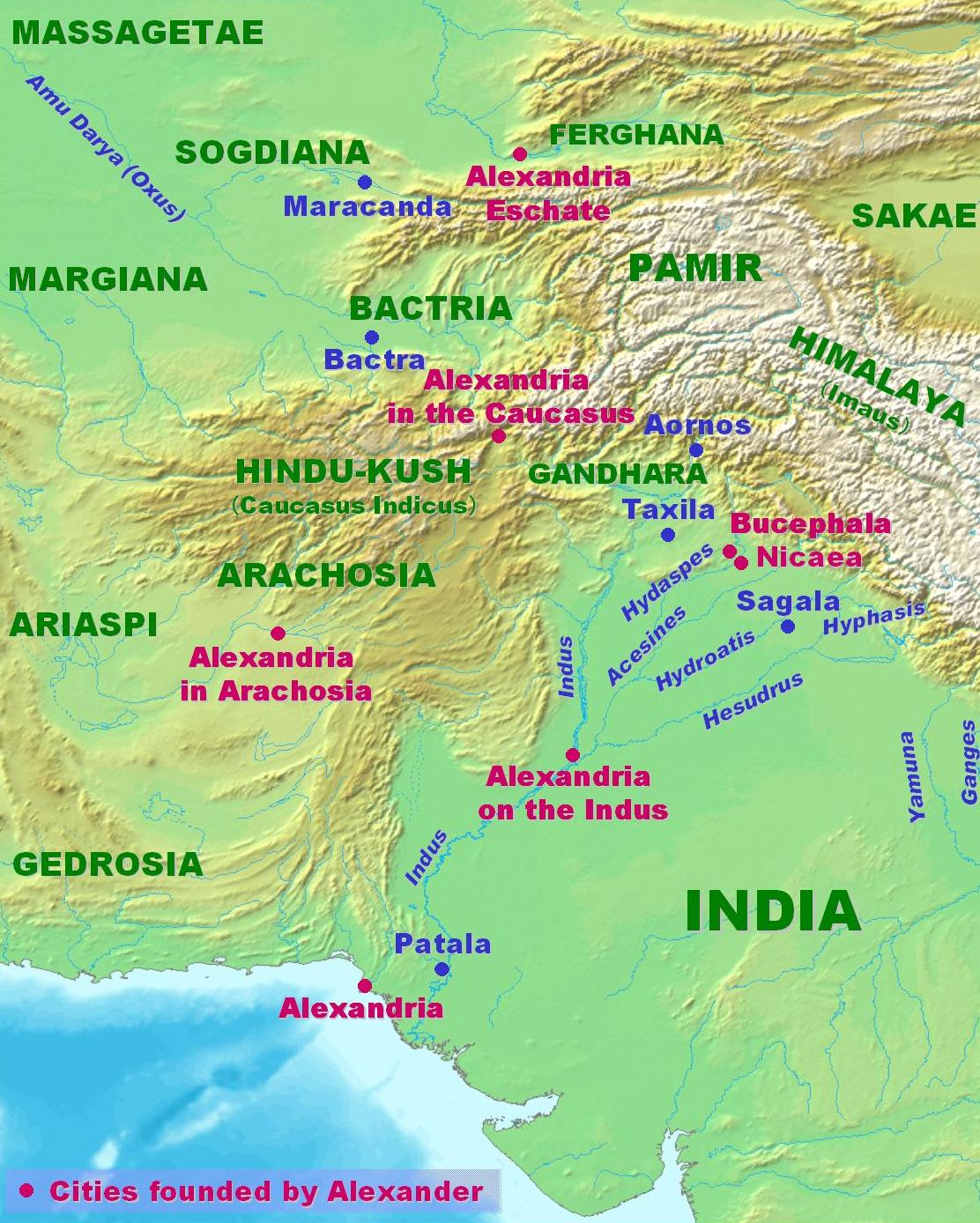
Les conquêtes et fondations d'Alexandre en Inde.

Le conflit entre Séleucides et Maurya éclate lorsque Séleucos cherche à reprendre possession des satrapies indiennes de la vallée de l'Indus (Pendjab et Gandhara). Le déroulement des campagnes reste inconnu. Il n’existe en effet aucune trace des batailles durant lesquelles les Maurya ont pris le dessus sur l'armée séleucide. Mais Appien prétend, peut-être à tort, que Séleucos aurait pu franchir l'Indus. Le Ghandhara tombe d'abord entre les mains des Maurya ; c'est le tour ensuite de l'Hindou Kouch et du Pendjab en 303 av. J.-C.. Séleucos est contraint de traiter avec Chandragupta alors même que l'ambition impériale d'Antigone le Borgne menace l'équilibre des forces en Méditerranée orientale, obligeant Séleucos à réorienter ses forces.

## Traité de paix
Séleucos et  Chandragupta finissent par sceller un traité de paix connu par Appien : Séleucos doit abandonner les satrapies indiennes de l'ancien empire d'Alexandre le Grand : Gandhâra, Paropamisades, Gédrosie ainsi que les parties orientales de l'Arachosie, la partie occidentale restant sous la tutelle de Sibyrtios qui s'est rallié à Séleucos. Séleucos parvient à conserver la Sogdiane et la Bactriane. Cet accord s'accompagne d'un mariage entre une fille de Séleucos et le roi des Maurya, ce qui fait dire que l'empereur Ashoka aurait pu avoir une grand-mère irano-macédonienne, l'épouse de Séleucos, Apama, étant perse. Surtout Séleucos reçoit un contingent de 500 éléphants de guerre. De manière plus anecdotique, Séleucos reçoit aussi des produits aphrodisiaques.

## Conséquences
Ce traité marque un tournant dans l'histoire des diadoques, avec l'abandon du dessein indien initié par Alexandre. Séleucos montre un certain réalisme en abandonnant des territoires lointains et difficiles d'accès. Il peut dès lors se tourner vers la lutte contre Antigone le Borgne qui est vaincu en 301 av. J.-C. à la bataille d'Ipsos, grâce notamment aux 500 éléphants donnés par Chandragupta. Séleucos n'aurait cependant reçu que des éléphants mâles car Chandragupta Maurya escompte en conserver le monopole. Ce traité pourrait également avoir des motivations commerciales. Il s'agirait en effet pour Séleucos d'assurer la sécurité de ses échanges avec le monde indien. Pour sceller la paix, Séleucos envoie Mégasthène, qui réside alors en Arachosie auprès du satrape Sibyrtios, en ambassade à la cour de Pataliputra sur le Gange.
Séleucos a frappé monnaie à son effigie durant son séjour en Inde, comme l'atteste la découverte de plusieurs pièces qui le décrivent comme basileus (« roi »), impliquant une datation après 305. Certaines de ces pièces montrent que son fils Antiochos est associé à la royauté, ce qui impliquerait une datation postérieure à 294. Aucune monnaie séleucide n'a été frappée par la suite en Inde, confirmant l'annexion du territoire à l'ouest de l'Indus par les Maurya.
À la suite de cette guerre, la renommée de Chandragupta se répand dans le monde hellénistique, son empire étant reconnu comme une grande puissance. Les Lagides envoient des ambassadeurs à sa cour. Selon une tradition, Chandragupta se serait converti au jaïnisme, ce qui l'aurait incité à abdiquer autour de 298.